# Ambassade de France en Indonésie
L'ambassade de France en Indonésie est la représentation diplomatique de la République française auprès de la république d'Indonésie. Elle est située à Jakarta, la capitale du pays, et son ambassadeur est, depuis 2023, Fabien Penone, qui est aussi le représentant de la France au Timor oriental.

## Ambassade
L'ambassade est située sur l'un des principaux axes de la ville de Jakarta, l'avenue Thamrin dans la municipalité de Jakarta Pusat ou Jakarta Centre. La plupart des ambassades importantes s'étaient implantées dans ce quartier à l'indépendance de l'Indonésie et durant les années 1950 et 1960. Depuis, beaucoup ont déménagé plus vers le sud. Seules les ambassades de France, du Japon, d'Allemagne et du Royaume-Uni sont restées le long de l'axe le plus prestigieux de Jakarta. 
L'ambassade accueille aussi une section consulaire.

## Histoire

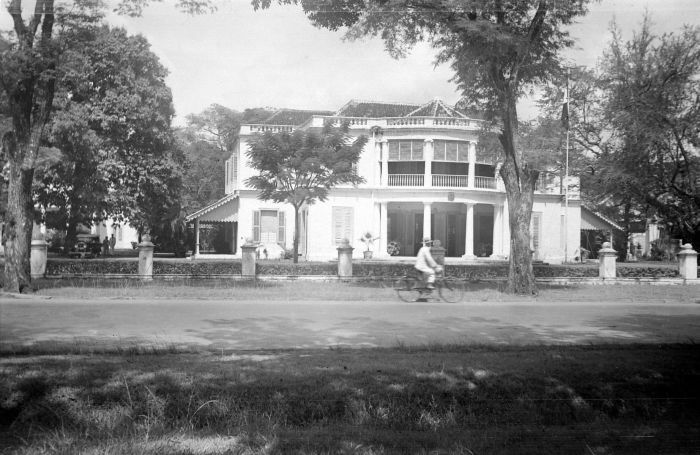
Le consulat de France à Batavia en 1940

L'ambassade, ouverte en 1975, a été créée par l'architecte indonésien Sujudi, qui a conçu aussi l'Assemblée délibérative du peuple, le parlement indonésien. 
En 2012, pour des raisons de sécurité et de besoin d'espace, une nouvelle ambassade est construite sur le site de l'ancienne et les services déménagent pour la durée des travaux dans une tour voisine. La nouvelle ambassade ouvre en novembre 2014. Elle est constituée de deux bâtiments, l'un abritant les services consulaires, dont l'accès, au nord, est restreint aux ressortissants européens et aux personnes souhaitant effectuer des démarches administratives; l'autre, donnant directement sur l'avenue Thamrin, accueillant l'Institut français d'Indonésie, un bar/restaurant, un auditorium et un grand patio pour les fréquents événements.

## Ambassadeurs de France en Indonésie
| De   | À    | Ambassadeur                  |
| ---- | ---- | ---------------------------- |
| 1950 | 1953 | Henry Gauquié                |
| 1953 | 1955 | Renaud Sivan                 |
| 1955 | 1957 | Jean Brionval                |
| 1957 | 1959 | Jules de Koenigswarter       |
| 1959 | 1961 | Christian Belle              |
| 1961 | 1966 | Guy Dorget                   |
| 1966 | 1970 | Claude Cheysson              |
| 1970 | 1977 | Pierre Gorce                 |
| 1977 | 1980 | René Servoise                |
| 1980 | 1982 | Dimitri de Favitski          |
| 1982 | 1986 | Jean Soulier                 |
| 1986 | 1988 | Loïc Hennekinne              |
| 1989 | 1992 | Patrick O'Cornesse           |
| 1992 | 1995 | Dominique Girard             |
| 1995 | 1997 | Thierry Martin de Beaucé     |
| 1997 | 2001 | Gérard Cros                  |
| 2001 | 2003 | Hervé Ladsous                |
| 2003 | 2006 | Renaud Vignal (d)            |
| 2006 | 2008 | Catherine Greverie Boivineau |
| 2008 | 2011 | Philippe Zeller              |
| 2013 | 2016 | Corinne Breuzé (d)           |
| 2016 | 2019 | Jean-Charles Berthonnet (d)  |
| 2019 | 2023 | Olivier Chambard (d)         |
| 2023 | auj. | Fabien Penone                |

## Relations diplomatiques

### LeTimor oriental
Le Timor oriental est une colonie portugaise à compter de l'année 1596. Le 28 novembre 1975, profitant de la révolution des Œillets, le Fretilin déclare l'indépendance du Timor oriental. Mais le 7 décembre, l'Indonésie envahit le territoire, dont elle fait sa 27e province. À la suite de la sécession en 1999 qui a occasionné la mise sous administration des Nations unies, le pays devient indépendant le 20 mai 2002. Le 6 décembre 2002, l'ambassadeur de France en Indonésie est accrédité au Timor oriental.

## Consulats
Outre la section consulaire de l'ambassade de France à Jakarta, il existe cinq agences consulaires françaises basées à :
- Bandung (île de Java)
- Surabaya (île de Java)
- Yogyakarta (île de Java)
- Balikpapan (île de Bornéo)
- Denpasar (île de Bali)
- Medan (île de Sumatra)

Depuis le 30 juin 2010, les autorités indonésiennes n'autorisent plus la nomination de ressortissants étrangers en tant que consuls honoraires. Les mandats ont été prolongés jusqu'en 2012 puis ont pris l'appellation de « relais de l'ambassade auprès de la communauté », à l'exception de l'agence consulaire honoraire de Bali qui a été confirmée par le gouvernement indonésien.
La représentation française au Timor oriental est située au bureau français de coopération, à Dili, capitale du pays.

### Communauté française
Au 31 décembre 2016, 4 395 Français sont inscrits sur le registre consulaire de Jakarta, ce nombre étant désormais en progression régulière après une baisse constatée depuis la crise de 1997.
Plus de 2 200 Français sont installés à Bali et 238 500 touristes français ont visité l'île en 2011.
| 2001  | 2002  | 2003  | 2004  |
| ----- | ----- | ----- | ----- |
| 1 646 | 1 751 | 1 871 | 1 974 |

| 2005  | 2006  | 2007  | 2008  |
| ----- | ----- | ----- | ----- |
| 2 228 | 2 774 | 2 318 | 2 501 |

| 2009  | 2010  | 2011  | 2012  |
| ----- | ----- | ----- | ----- |
| 2 561 | 2 917 | 3 564 | 3 906 |

| 2013  | 2014  | 2015  | 2016  |
| ----- | ----- | ----- | ----- |
| 3 973 | 4 162 | 4 301 | 4 395 |

### Circonscriptions électorales
Depuis la loi du 22 juillet 2013 réformant la représentation des Français établis hors de France avec la mise en place de conseils consulaires au sein des missions diplomatiques, les ressortissants français de l'Indonésie élisent pour six ans trois conseillers consulaires. Ces derniers ont trois rôles : 
1. ils sont des élus de proximité pour les Français de l'étranger ;
2. ils appartiennent à l'une des quinze circonscriptions qui élisent en leur sein les membres de l'Assemblée des Français de l'étranger ;
3. ils intègrent le collège électoral qui élit les sénateurs représentant les Français établis hors de France.

Pour l'élection à l'Assemblée des Français de l'étranger, l'Indonésie appartenait jusqu'en 2014 à la circonscription électorale de Bangkok, comprenant aussi la Birmanie, le Brunei, le Cambodge, le Laos, la Malaisie, les Palaos, les Philippines, Singapour, la Thaïlande, le Timor oriental et le Viêt Nam, et désignant trois sièges. L'Indonésie appartient désormais à la circonscription électorale « Asie-Océanie » dont le chef-lieu est Hong Kong et qui désigne neuf de ses 59 conseillers consulaires pour siéger parmi les 90 membres de l'Assemblée des Français de l'étranger.
Pour l'élection des députés des Français de l’étranger, l’Indonésie dépend de la 11e circonscription.